# Medalla de l'Aviador
La Medalla de l'Aviador (anglès: Airman's Medal) és una condecoració dels Estats Units creada el 6 de juliol de 1960 per Dwight David Eisenhower. Se situa entre la Creu dels Vols Distingits i l'Estrella de Bronze; i és equivalent a les medalles del Soldat, de la Marina i del Cos de Marines i dels Guardacostes
És atorgada a qualsevol membre de les Forces Armades dels Estats Units o d'una nació amiga qui, mentre servia en qualsevol destinació amb les Forces Aèries dels Estats Units es distingís per un acte heroic, normalment a risc voluntari de la seva pròpia vida, però sense intervenir en combat.
La Medalla de l'Aviador deriva de l'Acta del Congrés que creà la Medalla del Soldat (Llei Pública del 69è Congrés, del 2 de juliol de 1926); modificada per la Llei Pública 86-593 (aprovada al 86è Congrés del 6 de juliol de 1960), mitjançant la qual es permetia a la Força Aèria presentar una versió pròpia de la Medalla del Soldat, que seria coneguda com a "Medalla de l'Aviador".
Va ser dissenyada i esculpida per Thomas Hudson Jones, de l'Institut d'Heràldica. La Medalla de l'Aviador és única pel fet que no segueix la forma octogonal de les seves equivalents (contravenint el costum que les medalles segueixin un mateix patró, per no ser confoses amb les medalles de campanya o de servei). El motiu és que en un inici el disseny va ser aprovat per ser usat com a Medalla del Servei Distingit a la Força Aèria.

## Disseny
Al centre d'un disc de bronze, apareix la figura d'Hermes de perfil, descansant sobre el genoll dret mentre que allibera una àliga que té les ales obertes. Directament davant de la figura, i seguint la curvatura de la medalla, apareix la paraula AIRMAN'S (Aviador), i en la mateixa posició, darrere de la figura, la paraula MEDAL (Medalla).
El déu grec Hermes era el fill de Zeus, i representa la joventut, el vigor i el valor. L'àliga representa l'àliga calba americana, i simbolitza als Estats Units; i el seu alliberament representa els ideals i aspiracions dels membres de les Forces Aèries.
Al revers de la medalla apareix una estilitzada corona de llorer. A la part superior, i en dues línies, apareix la inscripció FOR VALOR (Per Valentia). L'espai que queda lliure és per gravar el nom del receptor. El llorer representa els èxits aconseguits mitjançant la conducta heroica.
Penja d'una cinta blau cel. Al centre hi ha 7 franges daurades i 6 blau fosc alternes. El disseny es basa en la de la Medalla del Soldat.